# Tombe royale de Kivik

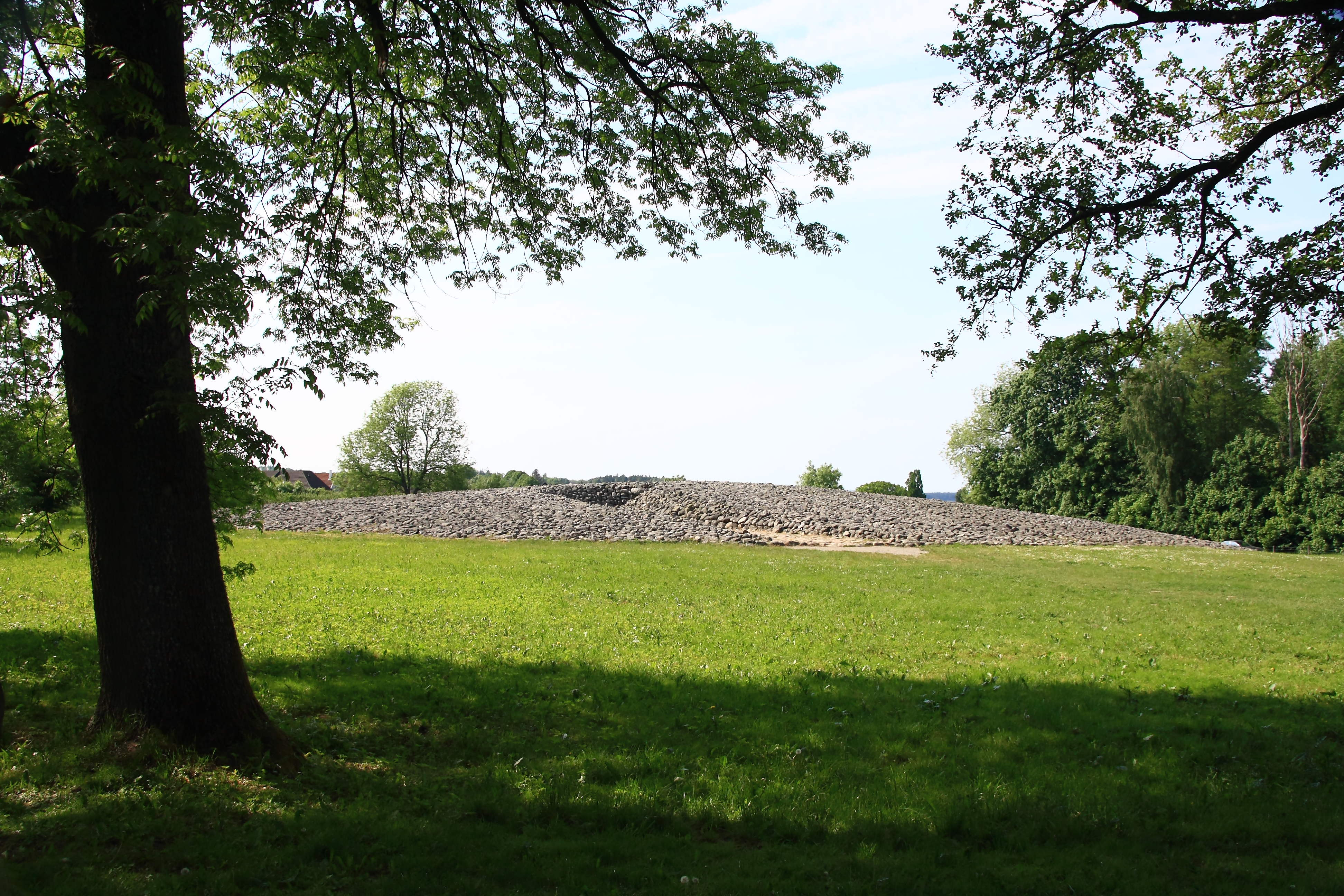
La tombe royale de Kivik

La tombe royale de Kivik (Kiviksgraven en suédois) est une sépulture de l’âge du bronze danois sous cairn, datée d'environ 1000 av. J.-C. Elle se trouve près de la ville de Kivik, dans la province historique de Scanie, en Suède. Elle comporte notamment des pétroglyphes sur stèles de pierre. D'abord exploité comme carrière de pierres, ce cairn a été restauré au XXe siècle, mais sans assurance que la version restaurée soit fidèle à l'original.

## Situation
La tombe de Kivik se trouve près de Kivik, à 320 m de la côte baltique.

## Historique
Au XVIIIe siècle, le site était exploité comme carrière de pierres par les paysans locaux. C'est ainsi que deux d'entre eux finirent par découvrir une chambre funéraire longue de 3,25 m, orientée nord-sud et revêtue de dix stèles verticales en pierre. Dans l'espoir d'y découvrir un trésor, ils la dégagèrent entièrement. On ne sait pas s'ils trouvèrent quelque chose. Ce n'est qu'un peu plus tard qu'on s'aperçut que les stèles comportaient des pétroglyphes. Malgré cela, les pierres continuèrent à disparaitre comme matériau de réemploi.
De 1931 à 1933, les autorités engagèrent une fouille générale, qui mit au jour les vestiges d'un habitat néolithique sous le cairn, dont témoignait la présence d'une grande quantité d'éclats de silex. De l’Âge du bronze, on ne découvrit que des dents, quelques fragments de bronze et d'ossements.
Le cairn recouvrait en fait deux chambres funéraires. C'est en examinant la moitié gauche de l'extrémité méridionale d’une première cavité qu’on découvrit des stèles, longues de 1,20 m et larges de 0,65 m, délimitant la seconde chambre. En raison de ses dimensions, on la baptisa tombe du prince. Comme elle avait été pillée, on ne peut que supposer que les deux chambres soient contemporaines.
Au terme de ces fouilles, on restaura le cairn, sans cependant aucune certitude quant à la conformité du résultat des travaux à l'aspect originel. Une comparaison avec les tombes de cette époque donne à penser qu'il aurait fallu faire ces chambres trois fois plus hautes sous plafond que les dimensions de 3,50 m qu'on a adoptées. La restauration se fondait sur des croquis du XVIIIe siècle et certaines hypothèses. L'une des chambres a été revêtue de béton et dotée d'un court tunnel d'accès.

## Description
Que ce soit par sa structure ou ses dimensions (75 m de diamètre), le cairn se distingue de la plupart des tombes d’Europe du Nord de l’Âge du bronze. En revanche, les cistes de pierre que recouvrait le cairn ont une forme typique de la Suède et du Danemark préhistoriques (où leur épaisseur est moindre).

## Art rupestre
Les pétroglyphes uniques en leur genre qui ornent les stèles de la chambre funéraire représentent des personnages, des navires, des lurs et un char de combat tiré par deux chevaux.

## Visites
La tombe et ses pétroglyphes sont accessibles aux visiteurs.

## Alentours
On a trouvé non loin de là les pétroglyphes de Simrishamn et, dans les alentours immédiats, sur la nécropole d'Ängakåsen, à Bredarör, deux alignements mégalithiques : Penninggraven (la « tombe aux monnaies ») et un bateau de pierre long de 60 m.

## Galerie

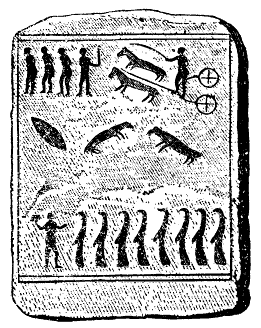
Croquis d'une des dalles de pierre de la chambre funéraire
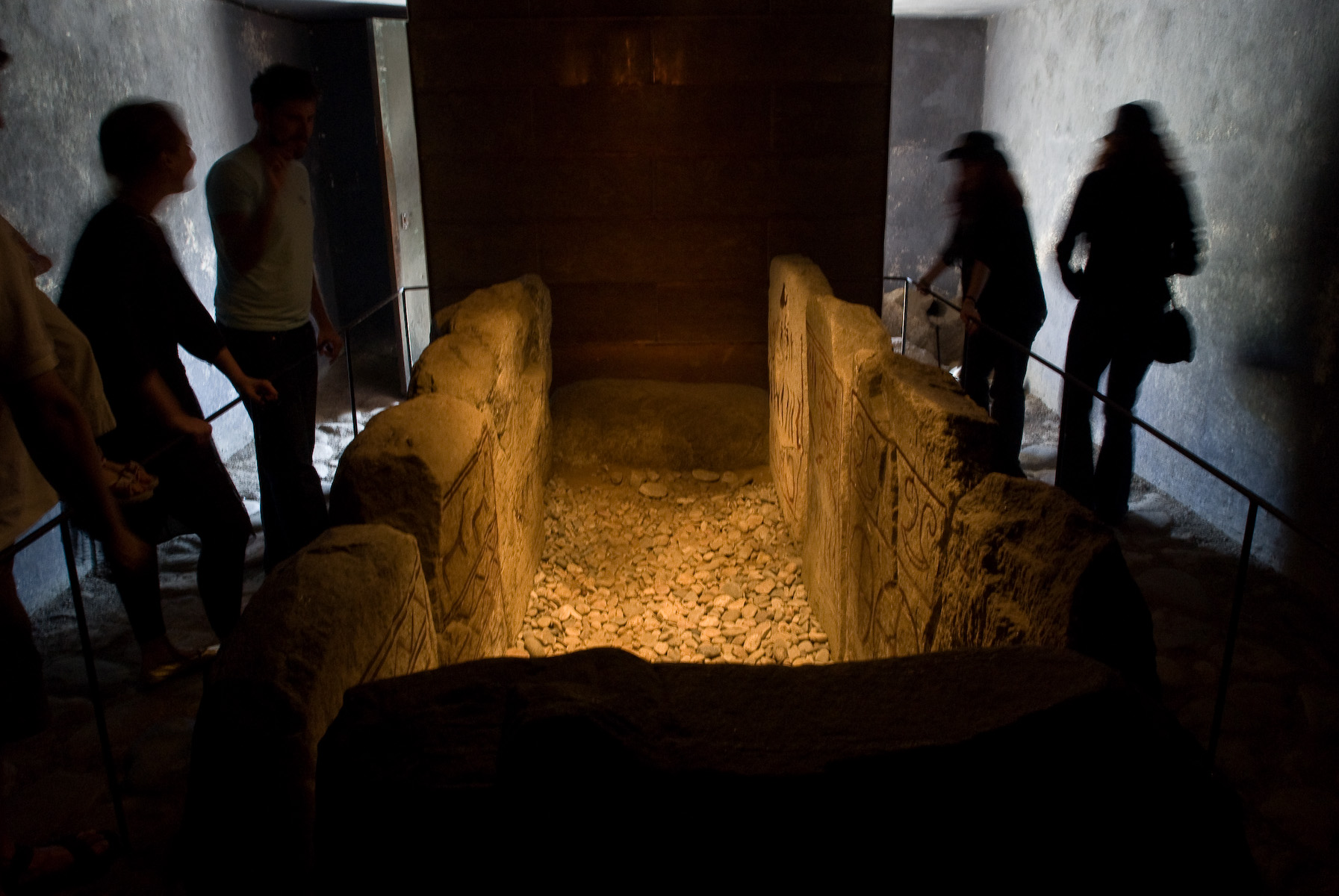
La chambre funéraire de la tombe de Kivik
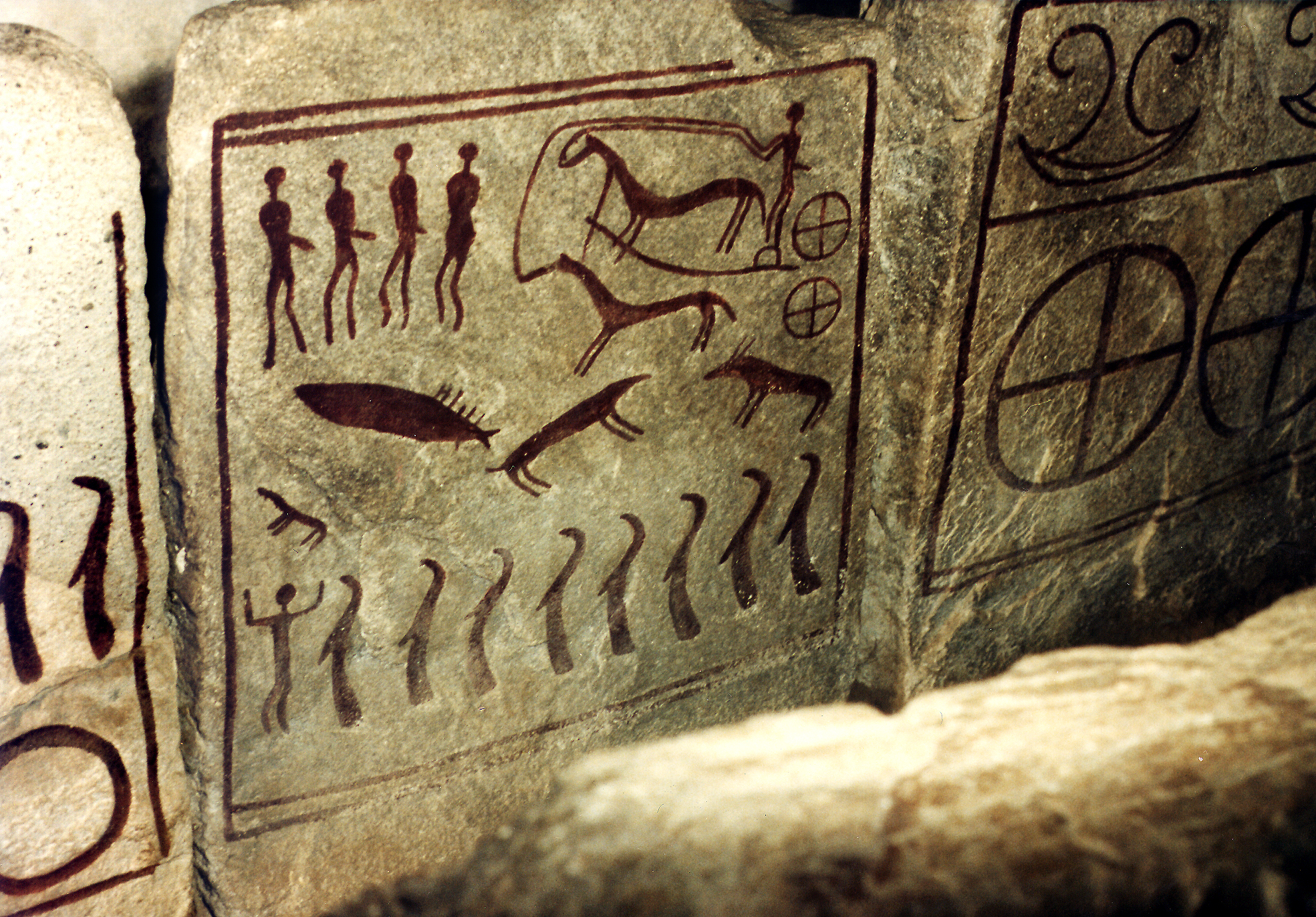
Pétroglyphes de Kivik
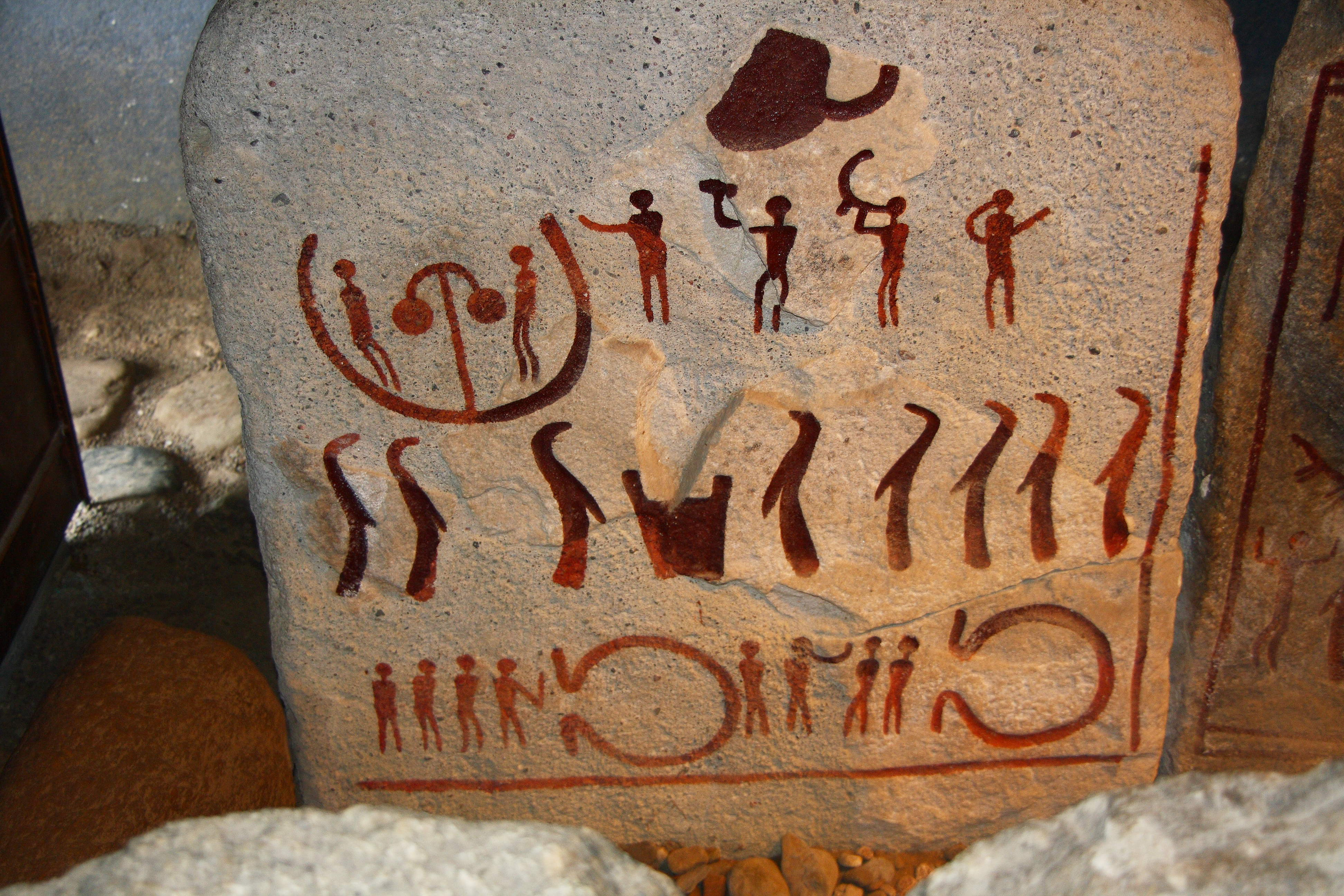
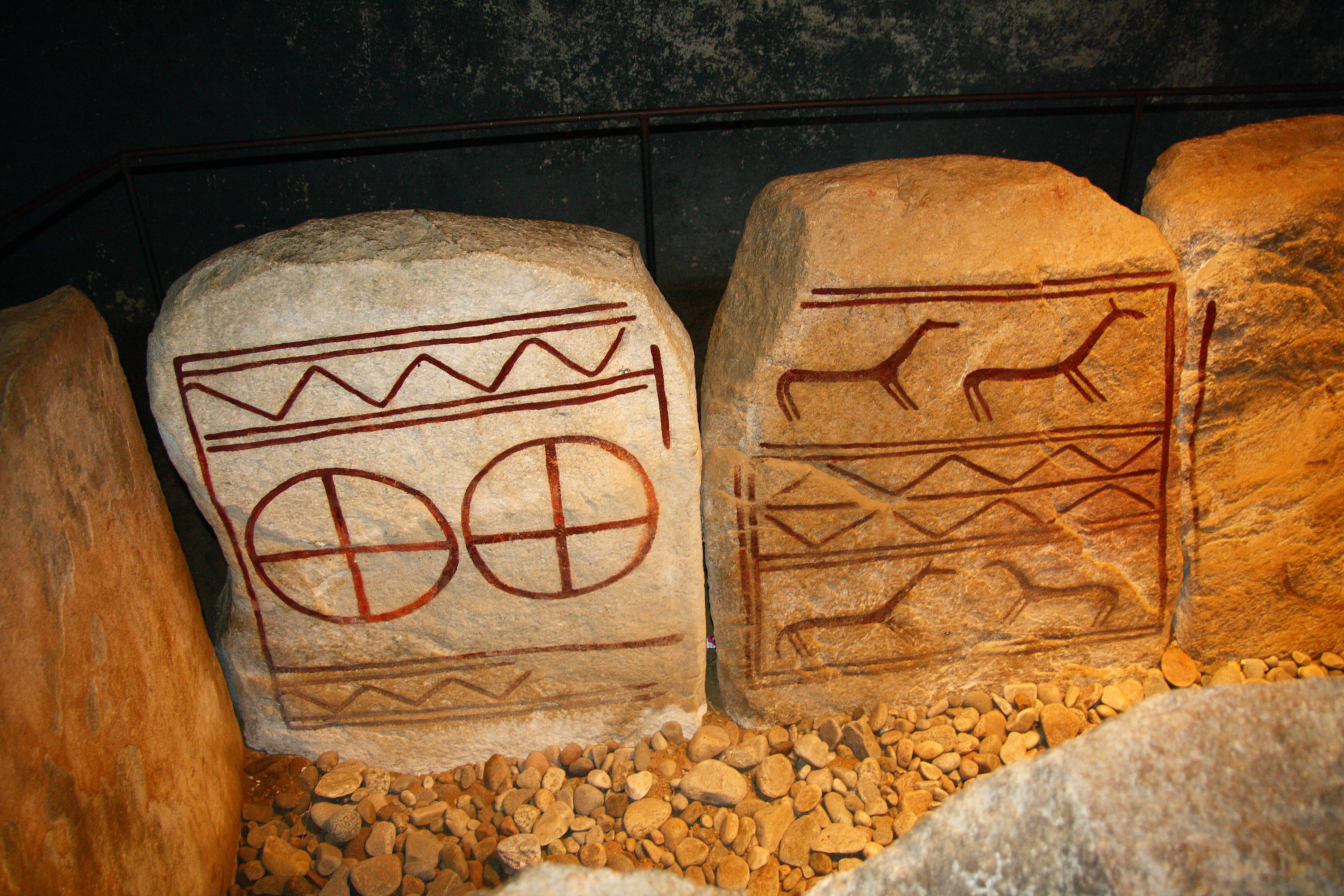
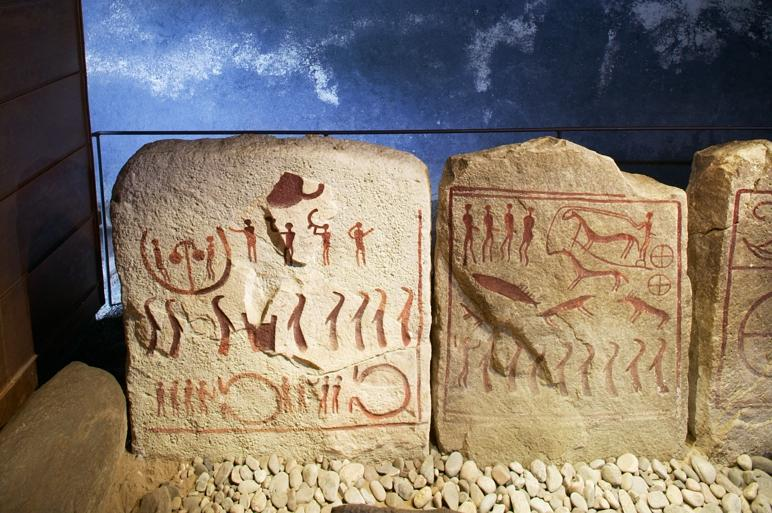